# دينيسي ريد
دينيسي ريد (15 يونيو 1967 - ) (بالإنجليزية: Denise Reid)‏ هي لاعبة كريكت جنوب أفريقية.

## وصلات خارجية
- دينيسي ريد على موقع إي آس بي آن كريك إنفو (الإنجليزية)